# En-men-gal-ana
En-men-gal-ana Bad-tibirski je bil četrti preddinastični kralj Sumerije, ki je po Seznamu sumerskih kraljev vladal pred letom 2900 pr. n. št. V Seznamu je rečeno, da je vladal 8 šarov (28.800 let).